# Agrotis ostrogovichi
Agrotis ostrogovichi är en fjärilsart som beskrevs av Diószeghy 1935. Agrotis ostrogovichi ingår i släktet Agrotis och familjen nattflyn. Inga underarter finns listade i Catalogue of Life.